# Писарево (Шаранський район)
Пи́сарево (рос. Писарево, башк. Писарев) — присілок у складі Шаранського району Башкортостану, Росія. Адміністративний центр Писаревської сільської ради.
Населення — 288 осіб (2010; 327 у 2002).
Національний склад:
- росіяни — 47 %